# Babice (district de Třebíč)
Pour les articles homonymes, voir Babice.
Babice (en allemand : Babitz) est une commune du district de Třebíč, dans la région de Vysočina, en République tchèque. Sa population s'élevait à 209 habitants en 2024.

## Géographie
Babice se trouve à 13 km au sud-ouest de Třebíč, à 34 km au sud-sud-est de Jihlava et à 143 km au sud-ouest de Prague.
La commune est limitée par Čáslavice au nord et au nord-est, par Loukovice et Šebkovice à l'est, par Dolní Lažany au sud-est, par Lesonice au sud et au sud-ouest, et par Cidlina à l'ouest.

## Patrimoine
- Église de la Sainte-Trinité
- Chapelle Sainte Véronique

## Le procès de Babice
La commune de Babice fut le théâtre en 1951 d'une tragédie entraînant l'exécution de 11 personnes. Le 2 juillet 1951, le meurtre de trois représentants communistes du comité national (un instituteur, un agriculteur et un comptable) servit de prétexte au régime communiste en place pour déclencher l'une des plus terribles représailles à l'encontre de la population. Action des résistants ou infiltration des résistants anti-communistes par la police politique secrète (PtB) ? Le crime n'a jamais été élucidé.
À la suite de ces assassinats, des procès-éclair furent organisés à la Cour d'État à Jihlava menant à la condamnation de 111 personnes de Babice et des environs. Parmi ces personnes, onze furent condamnées à mort et exécutées (dont deux prêtres : Václav Drbola et Jan Bula), sept furent condamnées à la prison à perpétuité et les autres personnes à des peines de prison. Les représailles entraînèrent le déplacement de nombreuses familles vers des communes éloignées.
La réhabilitation des victimes de ces procès commença en 1990 par la réhabilitation de huit personnes et ensuite par l'abolition de l'ensemble des peines en 1996 par la Cour supérieure. Le dossier, notamment la mise en cause du juge de l'époque, n'est pas encore clôturé (en 2013).

## Personnalités
- Jakub Deml (1878-1961), écrivain et poète.
- Václav Drbola (1912-1951), aumônier et prêtre, exécuté à la suite du procès de Babice.

## Transports
Par la route, Babice se trouve à 12 km de Jaroměřice nad Rokytnou, à 17 km de Třebíč, à 37 km de Jihlava et à 170 km de Prague.